# Карпенцаго (Милано)
Карпенцаго је насеље у Италији у округу Милано, региону Ломбардија.
Према процени из 2011. у насељу је живело 161 становника. Насеље се налази на надморској висини од 132 м.